# Nil Llop
Nil Llop Izquierdo (El Prat de Llobregat, 20 september 2002) is een Spaanse langebaanschaatser en inline-skater.

## Biografie
Nil Llop is al vroeg begonnen met schaatsen. Als vierjarige maakte hij zijn eerste slagen op het ijs, maar hij ging pas als tiener aan wedstrijden meedoen. (Speedskating Results toont al in 2015 een eerste nationale record bij de junioren.) Omdat Spanje geen 400 meter ijsbaan heeft, rijdt Llop sinds 2018 in de zomer op inline-skates en gaat hij in de winter een half jaar naar het Duitse Inzell of naar Heerenveen waar hij meerdere seizoenen bij de Thialf Academy heeft getraind.
In 2018 raakte Llop zwaargewond bij een trainingsongeluk. Tijdens een sprinttraining ontweek hij een kind en vloog daarna tegen een boom. Daarbij brak hij onder meer een dijbeen, jukbeen, en zijn kaak viervoudig. Artsen vertelden hem dat hij waarschijnlijk niet meer kon skeeleren. Toch lukte het Llop om zich terug te knokken en dat gaf hem de wilskracht om races te winnen.
In Heerenveen, in oktober 2019 verbrak hij als 17-jarige het Spaanse seniorenrecord van Iñigo Vidondo op de 500 meter. De tiener was 4 tienden sneller. Vier maanden later, bij een wereldbekerwedstrijd in Calgary, verbrak hij het record op de 1000 meter met 8 tienden. Zijn persoonlijke records uit 2019 en 2020 op de 1500 en 3000 meter waren nationale juniorenrecords.

### Internationale wedstrijden

#### Inline-skaten
Bij de Europese kampioenschappen inline-skaten 2019 in Pamplona domineerden Nil Llop en Ivan Galar de sprintnummers bij de junioren met maar liefst 7 en 5 medailles. Als Spaans duo wonnen ze goud op de sprint, Llop won goud voor Galar op de 500 meter op de baan, zilver achter Galar op de 200 meter op de baan en de 100 meter en 1 ronde op de weg. Hij won nogmaals zilver achter de Belg Jason Suttels op de 1000 meter op de baan. Llop won ook nog brons met de aflossingsploeg op de 3000 meter op de baan.
Bij de Wereldkampioenschappen inline-skaten 2019 in Barcelona won Llop bij de junioren goud op de 500 meter sprint op de baan, zilver op de 1 ronde sprint op de weg, brons op de 200 meter sprint op de baan, en behaalde hij met het Spaanse team een vierde plek bij de 3000 meter aflossing op de baan.
Bij de Europese kampioenschappen inline-skaten 2022 in het Italiaanse L'Aquila won Llop een bronzen medaille bij de senioren op de 1 ronde op de weg.

#### Langebaanschaatsen
Bij de Olympische Jeugdwinterspelen 2020 op een natuurijsbaan op het meer van Sankt Moritz, won Llop het zilver op de 500 meter. Hij was daarmee de eerste Spanjaard op een internationaal schaatspodium.
In november 2021 won Llop de 1000 meter bij de eerste wereldbekerwedstrijd voor junioren (onder 19) in Inzell. Joep Wennemars en Tim Prins volgden op 1 en 2 honderdste seconden. Een jaar later won hij de eerste twee wereldbekerwedstrijden voor neo-senioren (onder 23) op zowel de 500 als 1000 meter. Aan deze wedstrijden deden geen Nederlanders mee.
In januari 2022 won Llop tweemaal zilver bij de Wereldkampioenschappen schaatsen voor junioren. Dat was op de 500 meter en de teamsprint.
Bij de wereldbekerwedstrijd voor senioren in Calgary op 10 december 2022 won Llop de 500 meter in de B-groep met een nieuw nationaal record van 34,52, waardoor hij een week later mag debuteren in de A-groep.

## Persoonlijke records
| Afstand    | Tijd    | Datum            | Baan     |
| ---------- | ------- | ---------------- | -------- |
| 500 meter  | 0 34,50 | 17 december 2022 | Calgary  |
| 1000 meter | 1.08,32 | 11 december 2022 | Calgary  |
| 1500 meter | 1.48,21 | 5 februari 2023  | Inzell   |
| 3000 meter | 4.06,72 | 21 januari 2023  | Collalbo |

## Resultaten
| Jaar | EK Sprint               | WK Sprint                | WK Afstanden       | Wereldbeker        | WK Junioren                     |
| ---- | ----------------------- | ------------------------ | ------------------ | ------------------ | ------------------------------- |
| 2018 |                         |                          |                    |                    | 31e 500m 40e 1000m              |
| 2019 |                         |                          |                    |                    | 31e 500m 27e massastart         |
| 2020 |                         |                          |                    | 0p 500m 0p 1000m   | 7e 500m 18e 1000m 6e massastart |
| 2021 |                         |                          |                    | 28e 500m 33e 1000m |                                 |
| 2022 |                         |                          |                    | 41e 500m 53e 1000m | 500m · 4e 1000m                 |
| 2023 | 7e (7e, 7e, 6e, 6e)     |                          | 18e 500m 21e 1000m | 20e 500m 27e 1000m |                                 |
| 2024 |                         | 19e (20e, 21e, 22e, 21e) | 23e 500m           | 15e 500m 35e 1000m |                                 |
| 2025 | 12e (13e, 11e, 9e, 11e) |                          |                    |                    |                                 |

(#, #, #, #) = afstandspositie op sprinttoernooi (500m, 1000m, 500m, 1000m).